# I racconti di Calza di Cuoio
I racconti di Calza di Cuoio (titolo originale: The Leatherstocking Tales) è una serie di libri scritti da James Fenimore Cooper (1789 - 1851). Il protagonista Natty Bumppo, soprannominato appunto "Calza di cuoio", è un esploratore, le cui avventure si intrecciano con le vicissitudini dei coloni europei nella Nuova Inghilterra, le guerre tra francesi e inglesi per il possesso del continente e i conflitti con gli indiani.

## I romanzi
- I pionieri (titolo originale: The Pioneers; Or The Sources of the Susquehanna. A Descriptive Tale), 1823.
- L'ultimo dei Mohicani (titolo originale: The Last of the Mohicans. A Narrative of 1757), 1826.
- La prateria (titolo originale: The Prairie), 1827.
- La staffetta (titolo originale: The Pathfinder; Or The Inland Sea), 1840.
- Il cacciatore di daini (titolo originale: The Deerslayer, Or The First War Path), 1841.

I pionieri fu il primo romanzo della serie che venne pubblicato, nel 1823. Nei successivi venti anni seguirono L'ultimo dei Mohicani (1826), La prateria (1827), La staffetta (1840) e Il cacciatore di daini (1841). La serie si snoda, anche se non in ordine cronologico, lungo le vicissitudini personali dell'esploratore nordamericano Natty Bumppo, soprannominato Calza di cuoio. Originariamente Cooper non pensava di comporre una serie, ma il grande successo che le sue prime opere riscontrarono presso il pubblico lo indussero a scriverne i seguiti.
L'intera serie è ambientata in un arco temporale di circa 60 anni, ma i romanzi non furono pubblicati in ordine cronologico. Il cacciatore di daini è ambientato fra il 1740 e il 1745, L'ultimo dei Mohicani è ambientato nel 1757, La staffetta nel 1759, I pionieri nel 1793, La prateria nel 1804.

## I protagonisti
Il protagonista della serie si chiama Nathaniel "Natty" Bumppo ed è un bianco cresciuto presso gli indiani Delaware. Nel corso delle sue avventure Natty si guadagna diversi soprannomi: Calza di cuoio (che dà il titolo alla serie), Occhio di falco, La Longue Carabine (francese per "Lungo fucile"), Cercatore di piste, Uccisore di daini. Comunemente si ritiene che l'autore, per creare il suo personaggio, si sia ispirato al pioniere del Kentucky Daniel Boone (1734 - 1820). Un altro possibile modello è Johann Adam Hartmann (1748 - 1836), nato a Edenkoben in Germania, emigrato in America a sedici anni e combattente nella guerra d'indipendenza americana. Oppure ancora è stato suggerito come ispiratore il famoso esploratore Robert Rogers (1731 - 1795), il quale, esattamente come Calza di cuoio, combatté nella guerra dei sette anni e conobbe due famosi capi della tribù indiana dei Mohicani: Daniel Nimham e suo figlio Abraham Nimham.
L'autore stesso ebbe contatti con indiani della tribù irochese degli Oneida, ai quali si erano uniti anche i resti di altre tribù, quali i Mohicani e i Mohegan, dopo che i loro territori erano stati occupati dai coloni bianchi e loro stessi decimati dagli scontri, dalle malattie e dall'abuso di alcol. In più Cooper ebbe modo di vedere Petalesharo, capo degli indiani Pawnee, che assieme ad altri capitribù nel 1821 si recò a Washington presso il presidente statunitense James Monroe; e si ritiene che Petalesharo ispirò Cooper per il personaggio di Cuore duro.
Altri personaggi di rilievo della serie romanzesca sono i guerrieri mohicani Chingachgook e suo figlio Uncas, che rappresentano lo stereotipo del "buon selvaggio". In L'ultimo dei Mohicani, l'amore che Uncas nutre per la bella Cora Munro, figlia del colonnello inglese George Munro, sembra suggerire una possibilità per una convivenza pacifica tra i bianchi e i nativi americani, a dispetto dell'opinione dominante dell'epoca di Cooper, che vedeva negli indiani solo dei selvaggi; l'epilogo del romanzo è comunque pessimista: sia Cora che Uncas rimangono uccisi; e in I pionieri anche Chingachgook muore, rimasto l'ultimo superstite del suo popolo, in una terra dominata dai coloni bianchi.
Ancora in I pionieri il personaggio di Marmaduke Temple, proprietario terriero e giudice, ha i tratti di William Cooper, padre dell'autore. E Templeton, la cittadina in cui le vicende sono situate, è ispirata a Cooperstown, appunto fondata dal padre di Cooper, che riuscì pure a diventare deputato del Congresso.
Per il romanzo La prateria, pubblicato nel 1827 e ambientato attorno al 1804, Cooper si ispirò ai diari della spedizione di Lewis e Clark, che attraversarono il Nordamerica dal Mississippi alle Montagne Rocciose tra il 1804 e il 1806.